# Saint-Hilaire-d’Estissac
Saint-Hilaire-d’Estissac település Franciaországban, Dordogne megyében. Lakosainak száma 126 fő (2022. január 1.). Saint-Hilaire-d’Estissac Saint-Jean-d’Estissac, Beleymas, Villamblard és Issac községekkel határos.

## Népesség
A település népessége az elmúlt években az alábbi módon változott:
| Lakosok száma | 111  | 87   | 110  | 112  | 111  | 108  | 112  | 116  | 118  | 126  |
|               | 1968 | 1982 | 1990 | 2006 | 2013 | 2015 | 2017 | 2019 | 2020 | 2022 |